# Cartoonito (Latinoamérica)
Cartoonito es un canal de televisión por suscripción latinoamericano de origen británico-estadounidense, propiedad de Warner Bros. Discovery y operado por Warner Bros. Discovery Latin America. La programación está dirigida a series de carácter preescolar y de jardines infantiles. Sus emisiones comenzaron el 1 de diciembre de 2021, en reemplazo de Boomerang.

## Historia
Cartoonito nació como una idea de expandir la audiencia de los programas infantiles destinados a la edad preescolar. Se lanzó en Estados Unidos el 13 de septiembre de 2021, como un bloque en Cartoon Network emitido por las mañanas y como una sección en HBO Max.
Originalmente, el lanzamiento de Cartoonito en Latinoamérica también estaba previsto para Cartoon Network, pero WarnerMedia dio marcha atrás y anunció su lanzamiento el 1 de diciembre de 2021 como un canal independiente en reemplazo de Boomerang con programación de 24 horas orientada a series de carácter preescolar. El 21 de noviembre de 2021, se anunció que Cartoonito también tendrá un bloque en Cartoon Network llamado Hora Cartoonito para suceder a Club Boomerang, estrenado el 18 de octubre de 2014.
Varios operadores de Latinoamérica, entre ellos Sky en Brasil y Telered en Argentina, han anunciado el cambio. Sus emisiones comenzaron el 1 de diciembre, en reemplazo de Boomerang siendo La granja de Zenón su primer programa en ser emitido.